# Svenska PC Gamer
Svenska PC Gamer var den svenska motsvarigheten till den engelska datorspelstidningen PC Gamer. Tidningen licensierades från brittiska Future publishing och utkom i Sverige från november 1996 till mars 2021, i totalt 271 nummer.
Tidningen blev 2005 av Sveriges Tidskrifter utsedd till "Årets Tidskrift" i kategorin populärpress.

## Betygssättning
Svenska PC Gamer använde sig, likt sin engelska modertidning, av en hundragradig betygsskala där 100 procent representerar det perfekta spelet. Tidningen delade varje månad ut utmärkelsen Utmärkt spel till ett spel med "exceptionella kvaliteter eller innovation". Det spel som belönats med högst betyg någonsin i tidningen är Half-Life 2 - 97 procent, av dåvarande redaktören Mats Nylund.

## Nedläggning
Den 29 september 2015 meddelade att tidningen skulle läggas ner inom en snar framtid. I december samma år stod det dock klart att utgivningen fortsatte i privat regi, via bolaget Press play on tape AB.. 31 maj 2016 lanserades en ny sajt: www.pcgamer.se.
Den 26 mars 2021 meddelade chefredaktör Thomas Petersson att tidningen skulle läggas ner; enligt Petersson var tidningen vid nedläggningen den enda kvarvarande speltidningen i Sverige för vuxna. Vid tid för nedläggningen fanns förutom den egna podcasten Spelrum även digital närvaro på Facebook, Twitter, Instagram, Twitch, Youtube samt Discord.
En kort tid senare meddelade Petersson i en "uppesittar-, farväl- och välkommen till något nytt"-ström att redaktionen fortsätter att producera speljournalistik under det nya namnet Spelrum. Målet är att erbjuda sveriges mest personliga speljournalistik och man ämnar fokusera på sina redan befintliga kanaler Twitch, Discord, Twitter, sajten Spelrum.net och podcasten (numer livesänd på Twitch). Spelrum finansieras av annonser på sajten och redaktionens Patreon.